# Alexej Kondraťjev
Alexej Semjonovič Kondraťjev (rusky Алексей Семёнович Кондратьев, 16. srpna 1946 Moskva – 5. února 2024) byl sovětský a ruský fotoreportér. Osobní fotograf sedmi premiérů Ruské federace v letech 1994 až 2004. Ctěný pracovník kultury Ruské federace (2001).

## Životopis
Narodil se v Moskvě 16. srpna 1946. Ve svých šestnácti letech odešel pracovat do závodu (nyní Nauka) jako strojní učeň. V sovětské armádě sloužil 3 roky v letech 1965–1968 u výsadkových jednotek v Pskově. Po armádě se vrátil do závodu, kde pracoval dalších 7 let. Ještě během práce v továrně se začal zajímat o fotografii. První fotografie byly zveřejněny v továrních novinách Za techničeskij progres. Následně ve stejném závodě přešel na pozici fotografa a stal se členem redakční rady továrních novin. Publicita v centrálním tisku začala koncem 70. let zveřejněním fotografií v novinách Moskovskij komsomolec.
V roce 1975 odešel pracovat jako fotoreportér do redakce vydavatelství novin Sovětskij patriot, orgánu DOSAAF. Během své práce studoval na Institutu novinářského mistrovství při Svazu novinářů SSSR. V roce 1977 se stal fotoreportérem časopisu Požarnoje dělo ministerstva vnitra SSSR. Pořídil fotoreportáže z jaderné elektrárny v Černobylu v roce 1986 a první záběry zemětřesení v Arménii v roce 1988. V časopise pracoval 17 let, svou práci ukončil v roce 1994 jako zástupce výkonného tajemníka.
V roce 1994 byl přizván k práci fotografa na Úřadu vlády Ruské federace. Poté pracoval jako poradce oddělení terénních událostí oddělení protokolu. Byl osobním fotografem sedmi premiérů Ruské federace: Viktora Stěpanoviče Černomyrdina, Sergeje Vladilenoviče Kirijenka, Jevgenije Maksimoviče Primakova, Sergeje Vadimoviče Stěpašina, Vladimira Vladimiroviče Putina, Michaila Michajloviče Kasjanova, Michaila Jefimoviče Fradkova. Deset let se podílel na operativním pokrytí činnosti předsedů vlád Ruské federace, včetně cest po republice a zahraničních návštěv. Fotografické materiály Alexeje Kondratěva byly předávány centrálním fotoagenturám ITAR TASS, RIA Novosti, agentuře Associated Press a byly pravidelně publikovány v ruských a zahraničních médiích.
V roce 2000 mu byl udělen titul poradce Ruské federace 1. třídy. V letech 2005 až 2018 pracoval ve Vněšekonombank v administrativním oddělení jako poradce.
Až do konce života nadále fotografoval, učil, radil začínajícím fotografům a účastnil se výstav.
Zemřel 5. února 2024 .

## Ocenění
Během svého působení ve vládě Ruské federace byl výnosem prezidenta Ruské federace Alexej Kondraťjev oceněn:
- Odznak : Ctěný pracovník kultury Ruské federace
- Medaile Řádu " Za zásluhy o vlast " II stupně
- Čestné osvědčení od vlády Ruské federace

Alexej Kondraťjev se opakovaně účastnil různých výstav fotografií, za které má tituly a ocenění:
- Laureát ceny Svazu novinářů Ruska „Za nejlepší politický portrét“ (2006)
- Odznak Řádu Alexandra Něvského „Za práci a vlast“, II. stupeň (ocenění od charitativní nadace)
- Vítěz ceny INTERPRESSPHOTO-87
- Medaile "Veterán práce"

## Samostatné výstavy
- „Ekvivalent“ v roce 2002 výstava ve Fotocentru představovala asi 100 reportážních fotografií odrážejících život „mimo protokol“ vysokých ruských státníků, slavných ruských politiků a podnikatelů.[3]
- „XXI století. Zrcadlení“ 2006 ve Fotocentru
- „XXI století. Renesance“ 2008 ve Fotocentru
- „XXI století. Okouzlení“ 2009 na výstavě fotografií portrétů žen v umělecké galerii Zuraba Ceretěli[4]

## Autorská alba
- A. S. Kondraťjev. Ekvivalent. Moskva: FOTOPROART, 2004.
- A. S. Kondraťjev. Dvacáté první století. Zrcadlení − 1. Moskva: Russkij raritět, 2005. Úvodní text: Alexandr Šilov
- A. S. Kondraťjev. Dvacáté první století. Zrcadlení − 2. Moskva: Russkij raritět, 2006. Úvodní text: Sergej Stěpašin
- A. S. Kondraťjev. Dvacáté první století. Zrcadlení − 3. Moskva: Russkij raritět, 2008. Úvodní text: Jevgenij Primakov
- A. S. Kondraťjev. Dvacáté první století. Okouzlení. Moskva: Novinky, 2009. Úvodní text: Zurab Ceretěli
- A. S. Kondraťjev. Dvacáté první století. Zrcadlení − 4. Moskva: Kvadraton, 2014. Úvodní text: Jevgenij Primakov

## Osobní život
Ženatý
- manželka - Guzel Bulatovna Kondraťjevová, učitelka
- syn - Grigorij
- vnuk